# Pentaneura solita
Pentaneura solita är en tvåvingeart som först beskrevs av Oskar Augustus Johannsen 1931.  Pentaneura solita ingår i släktet Pentaneura och familjen fjädermyggor.
Artens utbredningsområde är Bali. Inga underarter finns listade i Catalogue of Life.